# Barbula (moha)
A Barbula nemzetség a lombosmohák  Pottiaceae családjába tartozik.  Az idetartozó fajok elsősorban sziklákon és talajon élnek. A jelenlegi ismeretek alapján ez a nemzetség polifiletikus.

## Jellemzés
A nemzetség tagjai általában kis termetű –0,5-3 cm magas –, acrocarp mohák. A száruk felálló, párnát vagy gyepet alkotnak az aljzaton.
A levelek leginkább lándzsa alakúak, egyes fajok esetében nyelv alakúak. Szárazon egyenesek vagy csak enyhén csavarodottak. A levélér erőteljes és a csúcsig ér mindig, de sosem végződik átlátszó, hosszú szőrszálban. A levélsejtek a levél alsó részén hosszúkásak, a felső részen négyzet alakúak és zöld színűek.
A spóratok hosszúkás, sárgás vagy vöröses. A toknyél (seta) egyenes. A perisztómiumok hosszúkás, fonalszerűek és csavarodottak. A tokfedő (calyptra) sapka alakú. Számos faj vegetatívan is szaporodik a gyökereken található sarjtestekkel (rhizoid gemmákkal).

## Elterjedés
A nemzetség kozmopolita, az egész világon elterjedt.
A legtöbb faj talajon, sziklákon él, elsősorban a meszes aljzatot kedvelik (mészkő, dolomit, meszes talajok).

## Rendszertan, fajok
A Pottiaceae családban nem szokatlan, hogy egy nemzetség behatárolása problémás. A Barbula nemzetségbe besorolt fajok mennyisége is változó, de világ viszonylatban körülbelül 200-300 faj tartozik a nemzetségbe. A besorolás a perisztómium, a levélér és molekuláris adatok alapján történik. Hasonló nemzetségek: Didymodon, Pseudocrossidium, melyeknek fajai korábban a Barbula nemzetségbe tartoztak.
Jelenleg[mikor?] Magyarországon két fajuk ismert:
- Barbula convoluta
- Barbula unguiculata

## Fordítás
Ez a szócikk részben vagy egészben  a   Barbula_(Moos) című német Wikipédia-szócikk ezen változatának fordításán alapul.  Az eredeti cikk szerkesztőit annak laptörténete sorolja fel. Ez a jelzés csupán a megfogalmazás eredetét és a szerzői jogokat jelzi, nem szolgál a cikkben szereplő információk forrásmegjelöléseként.